# Standard Telephones and Cables

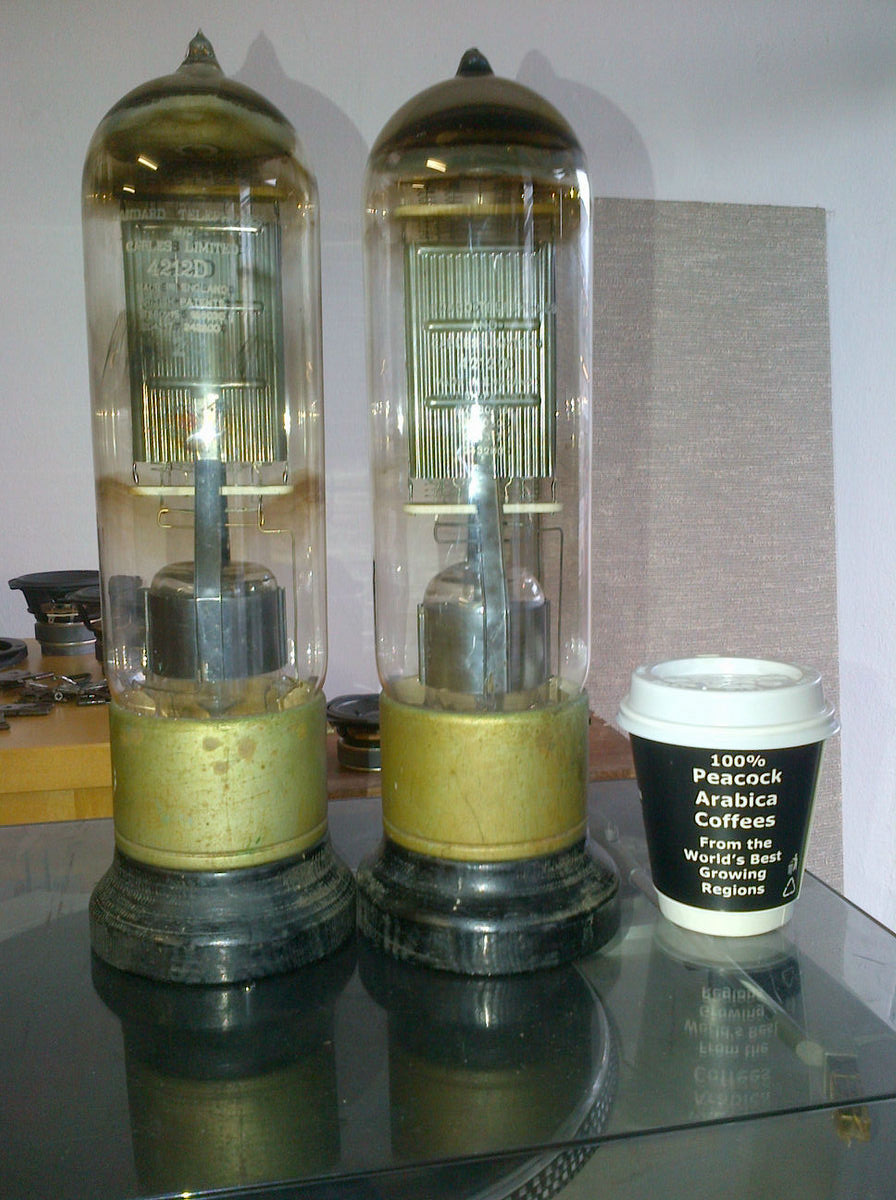
Twee triodes vervaardigd door STC

Standard Telephones and Cables (later gewoon STC) was een Brits bedrijf dat telefoons, telegrafen, radio's en andere aanverwante elektronische apparatuur produceerde. Door de geschiedenis heen heeft STC verschillende baanbrekende technieken uitgevonden en ontwikkeld, zoals pulscodemodulatie en informatieoverdracht via optische vezels.
Het bedrijf werd in 1883 in Londen opgericht als International Western Electric door het Amerikaanse bedrijf Western Electric Company, kort nadat Western Electric de leverancier van telefoonapparatuur werd voor American Telephone & Telegraph (AT&T) in de Verenigde Staten. In 1925 deed Western Electric afstand van alle buitenlandse activiteiten en verkocht International Western Electric aan International Telephone and Telegraph (ITT), deels om antitrustacties van de Amerikaanse overheid te vermijden.
Medio 1982 werd STC een onafhankelijk bedrijf en werd het genoteerd op de London Stock Exchange. In 1984 nam STC het Britse bedrijf International Computers Ltd. (ICL) over en kocht daarmee de laatste onafhankelijke Britse fabrikant van mainframes op. STC werd op zijn beurt in 1990 gekocht door Nortel.